# Hlinsko
Hlinsko (tjekkisk udtale: [ˈɦlɪnsko]) er en by i distriktet  Chrudim i regionen Pardubice i Tjekkiet, med omkring 9.600 indbyggere. Den lokale del af Betlém er et velbevaret eksempel på folkearkitektur og er beskyttet ved lov som et landsbymonumentreservat.
Bydelene og landsbyerne Blatno, Čertovina, Chlum, Kouty og Srní er administrative dele af Hlinsko. Chlum danner en eksklave af kommunens område.

## Etymologi
Navnet er afledt af hlína, altså ler.

## Geografi
Hlinsko ligger omkring 21 km  syd for Chrudim og 30 km  syd for Pardubice. Den ligger på begge bredder af floden  Chrudimka. Det ligger i Železne hory  (Jernbjergene)  og delvist i det eponyme beskyttede landskabsområde.

## Historie
Området omkring Chrudimka-floden har været beboet siden det 12. århundrede. Hlinsko blev grundlagt i det 12. århundrede som en vagtbebyggelse på handelsruten fra Bøhmen til Mähren. Den første skriftlige omtale af Hlinsko er fra 1349. Fæstningen i Hlinsko blev først dokumenteret i 1413. I det 16. århundrede fungerede det som et kongeligt toldhus.
Under Maria Theresias regeringstid blev Hlinsko en købstad, og i 1834 blev den en by. I løbet af byens historie bestod byens økonomi hovedsageligt af landbrug, keramik, trådfremstilling og vævning. I 1871 blev jernbanen bygget, og byen blev industrialiseret.